# Aligot negre gros
L'aligot negre gros (Buteogallus urubitinga) és una espècie d'ocell de la família dels accipítrids (Accipitridae). Habita la selva humida, bosc obert i matoll, especialment a prop de l'aigua, de la zona Neotropical, des de Sonora i Tamaulipas, cap al sud, a través de Mèxic i Amèrica Central fins a Colòmbia, Veneçuela, Trinitat i Tobago i Guaiana, i cap al sud, fins a l'oest de l'Equador i l'est del Perú, Bolívia, el Paraguai, Uruguai i nord de l'Argentina. El seu estat de conservació es considera de risc mínim.